# 橋本太郎 (野球)
橋本 太郎（はしもと たろう、1986年4月21日 - ）は、大阪府大阪市平野区出身の元プロ野球選手（投手）。現在は株式会社BIG UNIT社長で、飲食店やエステサロン、パーソナルジムを経営している。

## 来歴・人物
大阪体育大学浪商高等学校では、3年生の時の夏に大阪大会ベスト8。2004年度ドラフト会議にて横浜ベイスターズから7巡目指名を受けて入団。オフに監督として就任した牛島和彦の後輩として注目された。
入団2年目の2006年10月4日の対巨人戦で公式戦初登板・初先発を果たしたが、これが唯一の公式戦登板となった。
2008年10月1日に戦力外通告を受け、同年の12球団合同トライアウトに参加するが、獲得する球団はなく現役を引退。
引退後は飲食店「ハレノヒ」でアルバイトののち正規雇用。子会社の社長なども経験したのち、26歳の時に独立。株式会社BIG UNITを設立し、元チームメイトの岡本直也が取締役を務めている。六本木で焼肉店「焼肉BEEF MAN」を経営するほか、エステサロン「B DIAMOND」やジム「BEEFMAN work out」の経営も行っている。
2019年春よりYouTubeチャンネル「太郎道場TV」での配信活動を開始。野球界などのゲストを呼んでのトーク動画の他、競艇関連の動画を多く投稿している。
2020年4月、チェルシーリナとの結婚および第一子誕生を妻のYouTube動画にて報告した。

## 詳細情報

### 年度別投手成績
| 年 度     | 球 団     | 登 板 | 先 発 | 完 投 | 完 封 | 無 四 球 | 勝 利 | 敗 戦 | セ 丨 ブ | ホ 丨 ル ド | 勝 率 | 打 者 | 投 球 回 | 被 安 打 | 被 本 塁 打 | 与 四 球 | 敬 遠 | 与 死 球 | 奪 三 振 | 暴 投 | ボ 丨 ク | 失 点 | 自 責 点 | 防 御 率 | W H I P |
| --------- | --------- | ----- | ----- | ----- | ----- | -------- | ----- | ----- | -------- | ----------- | ----- | ----- | -------- | -------- | ----------- | -------- | ----- | -------- | -------- | ----- | -------- | ----- | -------- | -------- | ------- |
| 2006      | 横浜      | 1     | 1     | 0     | 0     | 0        | 0     | 0     | 0        | 0           | ----  | 20    | 4.0      | 9        | 0           | 1        | 0     | 0        | 0        | 0     | 0        | 2     | 2        | 4.50     | 2.50    |
| 通算：1年 | 通算：1年 | 1     | 1     | 0     | 0     | 0        | 0     | 0     | 0        | 0           | ----  | 20    | 4.0      | 9        | 0           | 1        | 0     | 0        | 0        | 0     | 0        | 2     | 2        | 4.50     | 2.50    |

### 記録
- 初登板・初先発：2006年10月4日、対読売ジャイアンツ21回戦（東京ドーム）、4回9安打2失点

### 背番号
- 54 （2005年 - 2008年）